# 2000 في الفلبين
فيما يلي قوائم الأحداث التي وقعت خلال عام 2000 في الفلبين.

## سياسة

### تعيين في المنصب
- 12 يوليو – فرانكلين دريلون رئيس مجلس الشيوخ في الفلبين [الإنجليزية]‏.

### انتهاء فترة المنصب
- 12 أكتوبر – غلوريا ماكاباغال أرويو Secretary of Social Welfare and Development [الإنجليزية]‏.
- 13 نوفمبر – فرانكلين دريلون رئيس مجلس الشيوخ في الفلبين [الإنجليزية]‏.

## مواليد

### أبريل
- 14 أبريل – شون ديف إلديفونسو لاعب كرة سلة فلبيني.

### نوفمبر
- 28 نوفمبر – جاكوب ريكا ممثل فلبيني.

## وفيات

### مارس
- 20 مارس – رامون ميترا، الابن (مواليد 1928) سياسي فلبيني.[1]